# Truth Social
Truth Social (eller TRUTH Social) er en social medieplatform, som i 2021 blev lanceret af selskabet Trump Media & Technology Group (TMTG) – en amerikansk medie- og teknologivirksomhed grundlagt i oktober 2021 af den tidligere amerikanske præsident Donald Trump. Platformens konkurrenter inkluderer sociale medieplatforme som Twitter, Parler og Gab.
Platformen blev lanceret i begrænset omfang på Apples App Store i slutningen af 2021, mens platformen fik en fuld lancering på App Store d. 21. februar 2022. Den 20. maj 2022 annoncerede Truth Social, at platformen nu også var tilgængelig via en webbrowser. Platformen er per august 2022 stadig kun tilgængelig i USA, ligesom den endnu ikke er blevet fuldt lanceret på Google Play.

## Baggrund
Den tidligere amerikanske præsident Donald Trump blev som følge af sine svar og reaktion på Stormen på United States Capitol 2021 bandlyst fra diverse sociale medier, herunder Facebook og Twitter. Dette afstedkom at Trump efterfølgende antydede, at han havde i sinde at oprette sin egen sociale medieplatform.
I maj 2021 lancerede Trump "From the Desk of Donald J. Trump" på sin hjemmeside DonaldJTrump.com, hvor han udgav twitter-lignende meddelelser. Denne side blev dog lukket ned igen i juni 2021.

## Historie
Den 20. oktober 2021 udsendte Trump Media & Technology Group en pressemeddelelse, som annoncerede den nye platform, TRUTH Social. Endvidere blev det lanceret, at platformen skulle udkomme i en begrænset beta-version på iOS i november 2021 før den endelige version, efter planen, skulle lanceres i 2022.
Ligeledes blev det annonceret den 20. oktober 2021, at selskabet Digital World Acquisition Corp (DWAC) ville fusionere med Trump Media & Technology Group (TMTG). DWAC var et børsnoteret skuffeselskab, som var blevet noteret med det formål om at erhverve et privat selskab, hvorved man kunne undgå processen med at børsnotere (også benævnt en IPO) det private selskab, her TMTG. På engelsk kaldes et sådan selskaber et 'special purpose acquisition company' eller blot SPAC. Et SPAC er struktureret således, at de først sælger aktier til offentligheden og derefter rejser midler fra investorer for senere at erhverve en privat virksomhed, hvis identitet ikke kan kendes af investorer på forhånd.
Fusionen værdisatte TMTG til $875 millioner pr. 21. oktober 2021. Den første dag efter annoncering af Truth Social og fusionen, d. 21. oktober 2021, steg aktierne i DWAC med 400%, fra $10 til $45,50. Den efterfølgende dag, d. 22. oktober 2021, steg aktiekursen yderligere og rundede på et tidspunkt $130, hvorefter kursen faldt og sluttede handelsdagen i en kurs på $94,20.
Virksomheden ansøgte om varemærker for navnet "Truth Social" og andre udtryk, herunder "truth", "retruth" og "post a truth".